# سیارک ۳۱۱۰
سیارک ۳۱۱۰ (به انگلیسی: 3110 Wagman، نامگذاری:1975SC) سه هزار و صد و دهمین سیارک کشف شده‌است که در ۲۸ سپتامبر ۱۹۷۵ کشف شد.
قدر مطلق سیارک برابر ۱۳٫۲۰ است.